# Onthophagus ouratita
Onthophagus ouratita là một loài bọ cánh cứng trong họ Bọ hung (Scarabaeidae).